# فنلا وولگار
فنلا وولگار (انگلیسی: Fenella Woolgar؛ زادهٔ ۴ اوت ۱۹۶۹) بازیگر اهل بریتانیا است. وی از سال ۱۹۹۹ میلادی تاکنون مشغول فعالیت بوده‌است.
از فیلم‌ها یا برنامه‌های تلویزیونی که وی در آن نقش داشته‌است، می‌توان به جاسوسان ورشو، راه و رسم زندگی ما، پوآرو، چگونه دوستان را از دست بدهیم و مردم را با خود بیگانه کنیم، ورا دریک، تو یک غریبه بلند قد سیاهپوش را ملاقات خواهی کرد، آقای ترنر، آقای جونز، جودی، جایگاه زیبایی، خبر داغ، داخل شماره ۹، سنت ترینیان، دکتر هو، آدمکشان میدسامر، چیزهای روشن جوان و ویکتوریا و عبدل اشاره کرد.